# La Pernía
La Pernía ist eine erst im Jahr 1976 geformte Gemeinde (municipio) mit 313 Einwohnern (Stand: 2024) im äußersten Norden der Provinz Palencia in der Autonomen Gemeinschaft Kastilien-León im Norden Spaniens. Zur im Naturpark Fuentes Carrionas und Fuente Cobre-Montaña de Palencia liegenden Gemeinde gehören die zwölf Weiler (pedanías) Areños, Camasobres, El Campo, Casavegas, Lebanza, Lores, Los Llazos, Piedrasluengas, San Juan de Redondo, San Salvador de Cantamuda (Hauptort), Santa María de Redondo und Tremaya.

## Lage und Klima
Die Gemeinde La Pernía liegt nur etwa 10 bis 15 km (Luftlinie) östlich des ca. 2500 m hohen Bergstocks der Fuentes Carrionas im Tal des Río Lores und am Oberlauf des Río Pisuerga in einer Höhe von ca. 1200 m. Die Provinzhauptstadt Palencia befindet sich ungefähr 130 km (Fahrtstrecke) südlich. Aufgrund der Höhenlage ist das Klima gemäßigt, was im Sommer angenehme Tagestemperaturen zur Folge hat.

## Bevölkerungsentwicklung
| Jahr      | 1857 | 1900 | 1981 | 2000 | 2022 |
| Einwohner | --   | --   | 676  | 479  | 316  |

Die Mechanisierung der Landwirtschaft, die Aufgabe bäuerlicher Kleinbetriebe („Höfesterben“) und der daraus resultierende Verlust an Arbeitsplätzen haben seit der Mitte des 20. Jahrhunderts zu einer Landflucht und zu einem deutlichen Bevölkerungswachstum in den Städten geführt. Nahezu alle Weiler der Gemeinde stehen kurz vor ihrer Aufgabe (despoblación).

## Wirtschaft
Hauptsächlicher Erwerbszweig war und ist die Viehwirtschaft. Seit den 1970er Jahren ist der Tourismus in Form der Vermietung von Ferienwohnungen (casas rurales) hinzugekommen.

## Geschichte
Das hochgelegene Gebiet dürfte ursprünglich als Sommerweide im Rahmen der Transhumanz gedient haben. Eine dauerhafte Besiedlung entwickelte sich wahrscheinlich erst im hohen oder ausgehenden Mittelalter als König Alfons VII. von Kastilien und León (reg. 1158–1214) eine Grafschaft (condado) mit Namen Pernía einrichtete.

## Sehenswürdigkeiten
- Die meisten Bergdörfer fügen sich harmonisch in die landschaftliche Umgebung ein, wobei auch die verwendeten Baumaterialien (Bruchstein und Holz) von Bedeutung sind.
- Nahezu jeder Ort der Gemeinde besitzt eine romanische Kirche (z. T. mit barocken Schnitzaltären); die schönste ist San Salvador de Cantamuda mit ihrem viergeteilten Glockengiebel (espadaña). Im Ort Lebanza steht eine spätmittelalterliche Abtei.[4]
- Die nicht öffentliche Cueva de los Burros (dt. Eselhöhle) mit Höhlenmalereien, liegt in La Pernia.

## Weblinks

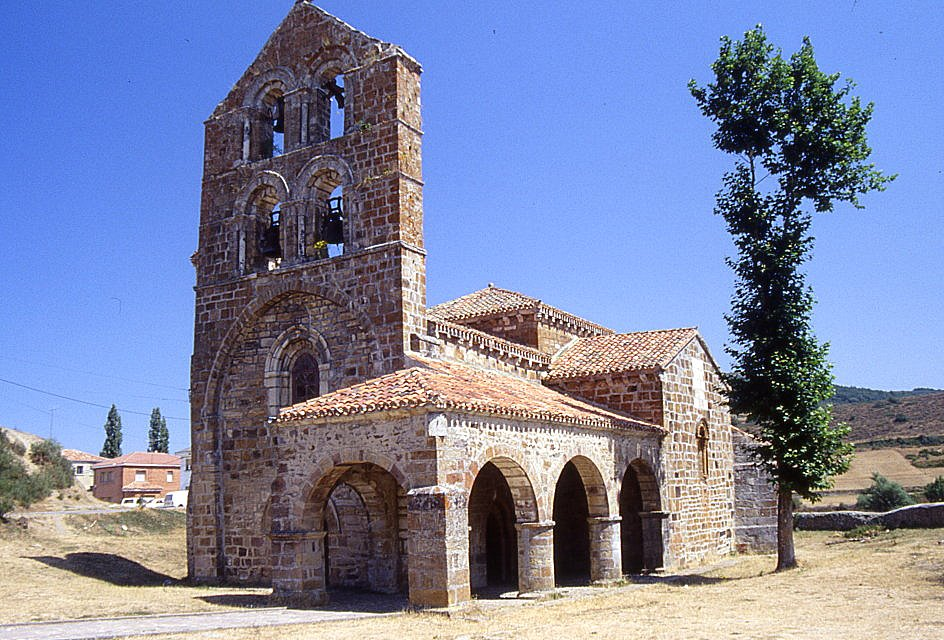
Iglesia San Salvador de Cantamuda